# Linda femorata
Linda femorata là một loài bọ cánh cứng trong họ Cerambycidae.